# Salvatore Paruzzo
Salvatore Paruzzo (* 15. Oktober 1945 in Montedoro, Provinz Caltanissetta) ist ein italienischer Geistlicher und emeritierter römisch-katholischer Bischof von Ourinhos in Brasilien.

## Leben
Salvatore Paruzzo empfing am 29. Juni 1969 das Sakrament der Priesterweihe.
Am 30. Dezember 1998 ernannte ihn Papst Johannes Paul II. zum ersten Bischof des mit gleichem Datum errichteten Bistums Ourinhos. Der Erzbischof von Botucatu, Antônio Maria Mucciolo, spendete ihm am 19. März 1999 die Bischofsweihe; Mitkonsekratoren waren der Bischof von Caltanissetta, Alfredo Maria Garsia, und der Bischof von Osasco, Francisco Manuel Vieira.
Papst Franziskus nahm am 19. Mai 2021 das von Salvatore Paruzzo aus Altersgründen vorgebrachte Rücktrittsgesuch an.